# Волчонок (гора)
Волчо́нок — гора на Среднем Урале, в муниципальном округе Первоуральск Свердловской области России. На горе расположена горнолыжная база «Флюс».

## Географическое положение
Гора Волчонок расположена на правом берегу реки Чусовой, в 3 километрах к востоку-северо-востоку от горы Волчихи, в 1,5 километрах от остановочного пункта Флюс железной дороги Москва — Казань —  Екатеринбург. По своему расположению гора удалена на 30 километров к западу от Екатеринбурга, в нескольких километрах к юго-востоку от города Первоуральска и к северо-востоку от города Ревды. Гора Волчонок находится в непосредственной близости от посёлка Флюс. Неподалёку расположено Волчихинское водохранилище. На горе расположена лыжная база всероссийского значения «Флюс», на которой постоянно проходят соревнования по лыжным видам спорта. Волчонок также является популярным местом отдыха у жителей окрестных уральских городов, в том числе екатеринбуржцев.

## Описание
Вся гора Волчонок покрыта смешанным лесом, за исключением горнолыжных трасс и верхушки, где расположена горнолыжная база «Флюс». У подножья склоны пологие и становятся круче по мере подъёма. Через гору прямо над базой и трассами проходит высоковольтная линия.